# Taeniophyllum minimum
Taeniophyllum minimum là một loài thực vật có hoa trong họ Lan. Loài này được Guillaumin miêu tả khoa học đầu tiên năm 1961.